# حادثه تنچوگومی

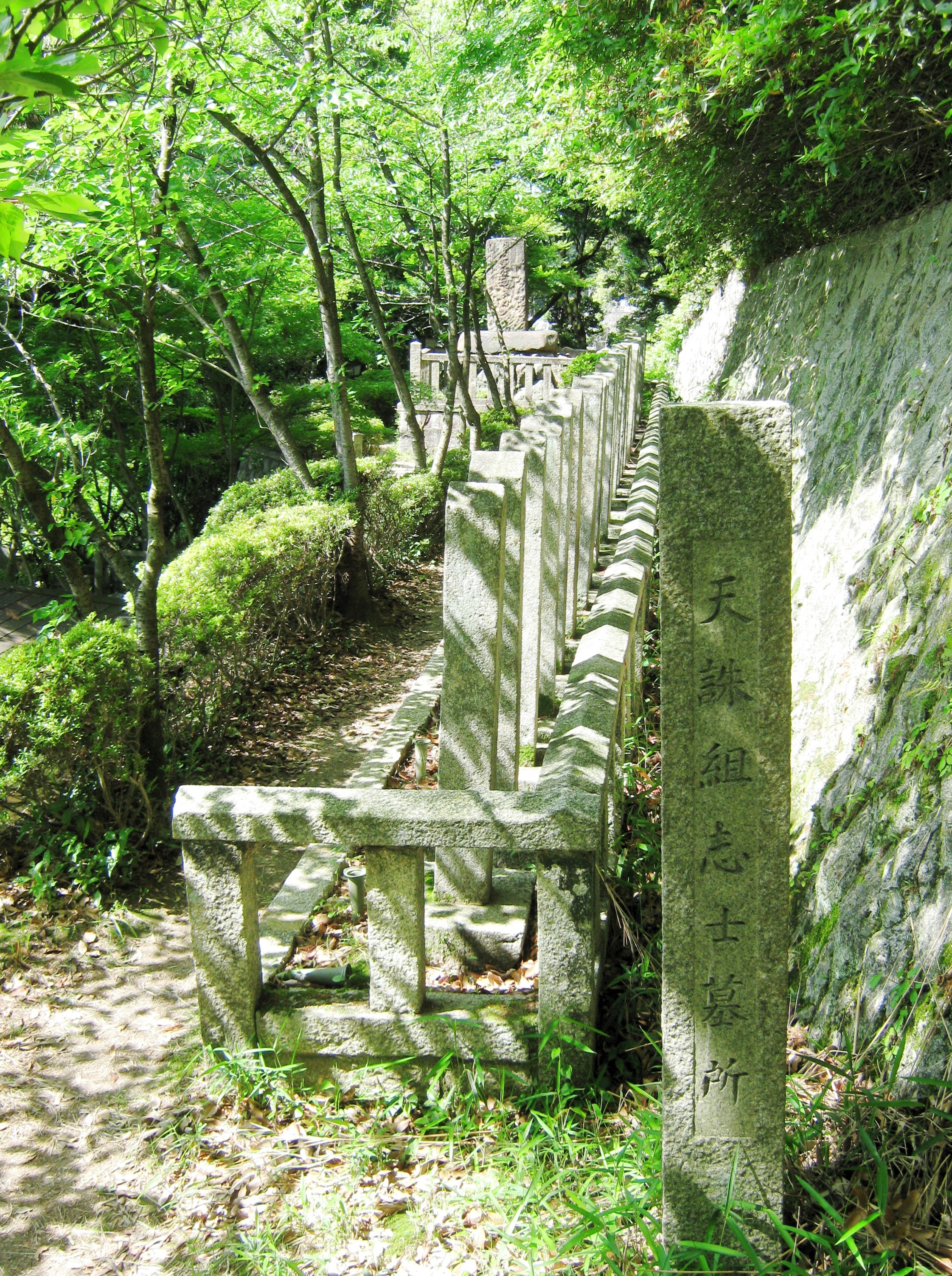
قبر کشته شدگان در شورش در معبد کیوتو ریوزن گوکوکو در کیوتو

حادثه تنچوگومی (به ژاپنی: 天誅組の変 Tenchūgumi no Hen) شورش نظامی سوننو جوئی (احترام به امپراتور بیرون راندن بیگانگان) در ولایت یاماتو امروزه استان نارا در ۲۹ سپتامبر ۱۸۶۳ در طی دوره باکوماتسو بود.
در سال ۱۸۶۳ در پی صدور فرمان امپراتور کومی به توکوگاوا ایه‌موچی مبنی بر اخراج خارجیان از ژاپن این شورش رخ داد.